# 暗色沼銀漢魚
暗色沼銀漢魚，為輻鰭魚綱銀漢魚目沼銀漢魚科的其中一種，被IUCN列為易危保育類動物，分布於印尼蘇拉威西淡水流域，體長可達4.7公分，為熱帶淡水魚，棲息在表層水域，生活習性不明。

## 擴展閱讀
維基物種上的相關：暗色沼銀漢魚